# الغيداق بن عبد المطلب
الغيداق بن عبد المطلب الهاشمي القرشي (ت 40 ق هـ - 585م) هو عم النبي محمد ﷺ ، والغيداق لقب له واختلف في اسمه فقيل مصعب. وقيل نوفل. قال الزبير بن بكار: «الغيداق بن عبد المطلب اسمه مصعب قال ذلك مصعب الزبيري، وقال غيره اسمه نوفل، وإنما سمي الغيداق لأنه كان أجود قريش وأكثرهم طعاماً ومالاً وأمه ممنعة بنت عمرو الخزاعية». وقال البلاذري: «كان الغيداق من أكابر ولد عبد المطلب ومات بعد وفاة أبيه بخمس سنين». قال ابن حبان: «مات الغيداق بن عبد المطلب ولم يعقب، وكان من رجالات قريش».